# Almendrales
Almendrales – stacja metra w Madrycie, na linii 3. Znajduje się w dzielnicy Usera, w Madrycie i zlokalizowana pomiędzy stacjami Legazpi i Hospital 12 de Octubre. Została otwarta 21 kwietnia 2007.